# Parahyagnis bifuscoplagiata
Parahyagnis bifuscoplagiata är en skalbaggsart som beskrevs av Stefan von Breuning 1970. Parahyagnis bifuscoplagiata ingår i släktet Parahyagnis och familjen långhorningar. Inga underarter finns listade i Catalogue of Life.